# Nearness
Nearness ist ein Jazzalbum von Allison Miller und Carmen Staaf. Die im Mai 2021 in den New Yorker Eastside Sound Studios entstandenen Aufnahmen erschienen 2022 auf Sunnyside Records.

## Hintergrund
Als die Schlagzeugerin Allison Miller 2015 einen Ersatz-Pianisten für das Reykjavik Jazz Festival brauchte, rief sie ihren Freund, den Bassisten Todd Sickafoose an. Dieser schlug Carmen Staaf vor, die gerade ihr Studium am Thelonious Monk Institute of Jazz Performance beendet und kürzlich Sickafoose bei einem Auftritt im Jazzclub Blue Whale in Los Angeles beeindruckt hatte. Die Kontaktaufnahme fand statt; es folgten zunächst drei gemeinsame Auftritte. Die musikalische und persönliche Verbindung zwischen den beiden Musikerinnen war sofort vorhanden und die beiden begannen sich regelmäßig zu treffen. Ihre Proben führten zu Kooperationen in neuen Ensembles und mit Tänzern. Schließlich entwickelte sich aus den Experimenten von Miller und Staaf ein Aufnahmeprojekt. Bei ihren wöchentlichen Proben arbeiteten sie an Arrangements und verschiedenen Besetzungen. Schließlich wählten sie den Bassisten Matt Penman aus, um ihr Kerntrio zu vervollständigen. Bei einigen Stücken auf ihrem ersten Album Science Fair (2018) wurde das Trio um einen bzw. zwei Bläser ergänzt, nämlich um den Trompeter Ambrose Akinmusire und den Saxophonisten Dayna Stephens. Das Duoalbum Nearness ist die Fortsetzung von Science Fair; Nearness hat seinen Titel von Hoagy Carmichaels Song „The Nearness of You“, einem von zwei Coverversionen des Albums (die andere ist Thelonious Monks „Ask Me Now“).

## Titelliste
- Allison Miller/Carmen Staaf: Nearness (Sunnyside SSC 1673)[2]

1. Dan Dan (Allison Miller) 6:13
2. Blue Thrush (Carmen Staaf) 3:09
3. Top Shelf (Allison Miller) 6:45
4. The Nearness of You (Hoagy Carmichael) 3:12
5. New York Landing (Carmen Staaf) 5:52
6. Birds (Carmen Staaf) 5:17
7. Beans and Rice (Allison Miller) 4:59
8. Ask Me Now (Thelonious Monk) 3:24
9. MLW (Allison Miller) 5:02
10. Chant (Carmen Staaf) 2:43

Urheber der Kompositionen wie angegeben.

## Rezeption

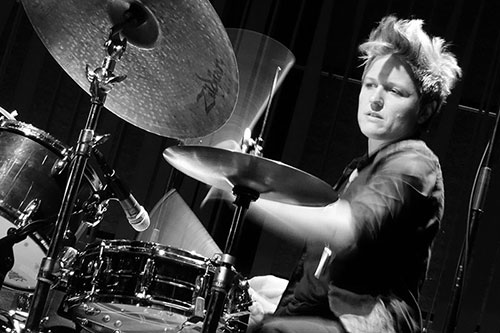
Allison Miller beim Reykjavik Jazz Festival 2015

Nach Ansicht von Stefano Merighi, der das Album in All About Jazz rezensierte, durchzieht eine unruhige Leichtigkeit die Spuren dieses wunderschönen Albums. Anstatt mit ihrer jeweiligen Virtuosität zu überraschen, an der es ohnehin nicht mangelt, würden Miller und Staaf hier auf die Natürlichkeit der Konversation setzen, ohne sich wer weiß was zum Ziel zu setzen, außer der Steigerung des melodischen Verhältnisses und Rhythmus, betont durch einfache Kompositionen, aber oft auch durch den Blues. Das Eröffnungsstück „Dan Dan“ sei ein gutes Beispiel für die Methode des Duos, das sich von spontanen Ideen mitreißen lasse, ohne einem vorgegebenen Muster zu folgen: Die Metren der Ausführung rutschen von ungeraden zu geraden, Miller verwende ihre Hände auf dem Fell des Schlagzeugs, Staaf bevorzuge Bassklänge.
Dass dieses Album nicht weniger voll und erfüllend anmutet wie sein Vorgänger, sei ein Beweis für das Können und den Einfallsreichtum von Miller und Staaf, schrieb Jeff Tamarkin in JazzTimes. Das Duo nähere sich dem Carmichael-Track zunächst vorsichtig, Staaf lege lebhafte rhythmische Muster an, während Miller sich auf ein gedämpftes Klick-Klack beschränkt, das manchmal fast nicht wahrnehmbar sei. Die Vorurteile des Hörers könnten dazu führen, dass man erwartet, dass sie sich zu einem späteren Zeitpunkt im Lied öffnet, wie es Staaf tut. Aber Miller würde nie den Köder schlucken, so der Autor; erst im Nachhinein merke man, dass sie es genauso gespielt habe, wie es gespielt werden musste.
Miller und Staaf scheinen sich dazu verpflichtet haben, in ihrem gemeinsamen Spiel ihre künstlerischen Instinkte ungebremst entfalten zu lassen, meinte Kira Grunenberg im Down Beat, wo sie das Album mit vier Sternen bewertete. Ab dem dritten Stück scheint Nearness seine anfangs verlangsamte Trägheit umzukehren und mit frenetischer Energie für die melodische Spontaneität von „Top Shelf“ zu reaktivieren. Doch der Stil und die Stimmung, die sich über die Interpretation des Duos von Thelonious Monks „Ask Me Now“ und Staafs „MLW“ ausbreiten, bleiben ziemlich klar und konsistent. Der letztgenannte Track sei eine Anspielung auf Mary Lou Williams, deren Leben praktisch parallel zu Monks Leben verlief. Wenn man zwischen den Stücken wechselt, fühlt es sich an, als würde man in einen nahtlosen Dialog zwischen Williams und Monk hinein- und wieder herausspringen, was die perfekte Art sei, Staaf und Miller hier zusammenzufassen: Es gebe eine Vielzahl von Themen, die auf dem Album behandelt werden, aber wenn man genau hinhört, ergibt alles zusammen einen Sinn.
Allison Miller und Carmen Staaf teilten die Affinität, unerwartete Elemente in vertraute Formen zu integrieren, schrieb John Frederick Moore (Jazziz). Hier würden sie es mit großer Wirkung in einer Reihe von Klavier- und Schlagzeug-Duetten einsetzen. Staafs tiefe Blues-Phrasierung auf „Blue Thrush“ wäre überzeugend genug, aber das vorab aufgenommene Vogelgezwitscher, das als jenseitige Gegenmelodie verwendet wird, und Millers impressionistische Arbeit an Becken machen es zu etwas gleichzeitig Zartem und Erdigem. Der lebhafte, kantige Rhythmus von Millers „Beans and Rice“ sei ein Paradebeispiel für ihre Technik des „melodischen Trommelns“, wobei sowohl ihre Begleitung als auch das Ende ihres Solos auf die melodischen Drehungen und Wendungen der Melodie reagierten.